# Królowie Bitynii

## Władcy Bitynii
- Doidalses (władca pod nominalną zwierzchnością perską ok. 435 p.n.e.)
- Boteiras (Botiras) (?-ok. 378) [syn]
- Bas (ok. 377-327) [syn]

## Królowie Bitynii
- Zipojtes (ok. 327-297; król (basileus) 297-ok. 279) [syn]
- Nikomedes I (ok. 279-250) [syn]
- Ziaelas (ok. 250-229) [syn]
- Prusjasz I Cholos (ok. 229-182) [syn]
- Prusjasz II Kynegos (ok. 182-149) [syn]
- Nikomedes II Epifanes (149-127) [syn]
- Nikomedes III Euergetes (127-94) [syn]
- Nikomedes IV Filopator (94-91; usunięty) [syn]
- Sokrates Chrestos (Nikomedes V) (91-90; usunięty, zmarł 89) [brat]
- Nikomedes IV (2. panowanie 90-88; usunięty)
- Panowanie Pontu 88-85
- Nikomedes IV (3. panowanie 85-74)
- Bitynia zapisana w testamencie Rzymowi 74 p.n.e.